# Авилова-Задохина, Ольга Васильевна
Ольга Васильевна Авилова-3адохина (22 июня 1958, Москва — 7 января 1990, Москва) — советская актриса. Младшая сестра актёра Виктора Авилова.

## Биография
Ольга Авилова-Задохина родилась в Москве 22 июня 1958 года в семье рабочих. Младшая сестра актёра Виктора Авилова. Вместе с ним участвовала в создании Театра-студии на Юго-Западе под руководством Валерия Беляковича.
В отличие от своего брата, диапазон которого — от фарса до трагедии, Ольга трагических ролей не играла. Она была характерной актрисой и театральной клоунессой. Выступила и как театральный педагог — в 1980-е годы занималась со вновь принятыми студийцами.
Скончалась от отёка легких на 32-м году жизни 7 января 1990 года в Москве, на следующий день после своего спектакля «Свадьба Кречинского».
Похоронена на Востряковском кладбище.

## Семья и дети
Была замужем за актёрами и коллегами по театру Сергеем Беляковичем (от этого брака есть сын Михаил, ныне актёр и режиссёр того же театра) и Александром Задохиным.

## Работы в театре
- 1978 — «Уроки дочкам» («Уроки дочкам» И. А. Крылова — Даша, Фёкла; «Беда от нежного сердца» Вл. Соллогуба — Катенька)
- 1979 — «Женитьба» Н. В. Гоголя — Агафья Тихоновна
- 1979 — «Старые грехи» (по рассказам Антоши Чехонте) — Сваха («Дура»), Невеста («Жених и папенька») и др.
- 1979 — «Одуванчик» (Александры Бруштейн) — Ведьма
- 1979 — «Старый дом» (Алексея Казанцева) — Зинаида Семёновна
- 1981 — «Встреча с песней» (Валерия Беляковича) — роли-клипы
- 1981 — «Дракон» Е. Шварца — Анна-Мария Вебер
- 1982 — «Театр Аллы Пугачёвой» (Валерия Беляковича) — Циркачка
- 1984 — «Ревизор» Н. В. Гоголя — Марья Антоновна
- 1984 — «Три цилиндра» (Мигель Миура) — Фанни, Сагра
- 1984 — «Самозванец» (Лев Корсунский) — Лена, Инна Семёновна
- 1985 — «Трактирщица» (К. Гольдони) — Мирандолина, Чичита
- 1986 — «Мандрагора» (Н. Макиавелли) — Сострата
- 1987 — «Дураки» (Нил Саймон) — Янка
- 1988 — «Трилогия» (А. В. Сухово-Кобылин) — Светская дама («Свадьба Кречинского»), редактор спектакля
- 1989 — «Вальпургиева ночь» (Вен. Ерофеев) — Тамарочка